# Certima lapa
Certima lapa är en fjärilsart som beskrevs av Paul Dognin 1900. Certima lapa ingår i släktet Certima och familjen mätare. Inga underarter finns listade i Catalogue of Life.